# چهار شگفت‌انگیز: گام‌های نخست
چهار شگفت‌انگیز: گام‌های نخست (انگلیسی: The Fantastic Four: First Steps) یک فیلم ابرقهرمانی آمریکایی محصول ۲۰۲۵ و مبتنی بر تیم ابرقهرمانی مارول کامیکس یعنی چهار شگفت‌انگیز است. این فیلم که توسط استودیو مارول تولید و به‌وسیلهٔ استودیو سینمایی والت دیزنی توزیع شده، سی و هفتمین فیلم در دنیای سینمایی مارول و دومین بازراه‌اندازی از مجموعه فیلم‌های چهار شگفت‌انگیز محسوب می‌شود. این فیلم را مت شکمن از فیلم‌نامه‌ای به نویسندگی جاش فریدمن، اریک پیرسون، جف کاپلان و ایان اسپرینگر کارگردانی کرده است. گروهی از بازیگران شامل پدرو پاسکال، ونسا کربی، ابن ماس-بچراک و جوزف کوئین در نقش تیم اصلی در کنار جولیا گارنر، سارا نایلز، مارک گیتیس، ناتاشا لیون، پال والتر هاوزر و رالف اینسون حضور دارند. در فیلم، گروه چهار شگفت‌انگیز باید از دنیایی که با الهام از رتروفیوچریسم دههٔ ۱۹۶۰ طراحی شده محافظت کنند؛ دنیایی که توسط موجودی کیهانی و سیاره‌خوار به نام گالاکتوس (با بازی اینسون) تهدید می‌شود.
فاکس قرن بیستم پس از شکست چهار شگفت‌انگیز (۲۰۱۵) کار روی یک فیلم جدید بر پایهٔ شخصیت‌های چهار شگفت‌انگیز را آغاز کرد. پس از اکتساب فاکس قرن بیست و یکم توسط والت دیزنی در مارس ۲۰۱۹، کنترل فرنچایز به استودیوی مارول داده شد و در جولای همان سال یک فیلم جدید اعلام شد. جان واتس در دسامبر ۲۰۲۰ به عنوان کارگردان انتخاب شد، اما در آوریل ۲۰۲۲ از سمت خود کنار رفت. شکمن در سپتامبر همان سال که کاپلان و اسپرینگر مشغول کار بر روی فیلمنامه بودند، جایگزین واتس شد. گزینش بازیگران در اوایل سال ۲۰۲۳ آغاز شد و فریدمن برای بازنویسی فیلم‌نامه تا مارس همان سال همراه شد و اسکوایرز و کامرون نیز مشغول نگارش بودند. استودیوی مارول می‌خواست به جای بازگویی داستان پیداش شخصیت‌ها، داستان جدیدی را با شخصیت‌ها روایت کند. پیرسون تا میانهٔ فوریه ۲۰۲۴ که بازیگران اصلی اعلام شده بودند، برای ویرایش فیلم‌نامه به پروژه ملحق شد و در ماه‌های بعد، بازیگران بیشتری انتخاب شدند. فیلمبرداری تا نوامبر ۲۰۲۴ در استودیوهای پاین‌وود در انگلستان و در لوکیشن‌هایی در انگلستان و اسپانیا ادامه یافت.
چهار شگفت‌انگیز: گام‌های نخست نخستین بار در ۲۱ ژوئیه ۲۰۲۵ در دوروتی چندلر پاویون در لس آنجلس به نمایش درآمد و در ۲۵ ژوئیه به عنوان اولین فیلم از فاز ششم دنیای سینمایی مارول در ایالات متحده اکران شد. این فیلم به‌طور کلی نقدهای مثبتی از منتقدان دریافت کرد و با فروش ۴۴۱ میلیون دلار در سراسر جهان، به دهمین فیلم پرفروش سال ۲۰۲۵ و همچنین پرفروش‌ترین فیلم چهار شگفت‌انگیز تبدیل شده است. دنباله آن در دست ساخت است.

## داستان
در جهان شماره ۸۲۸ و در سال ۱۹۶۰، چهار فضانورد به نام‌های رید ریچاردز، سو استورم، بن گریم و جانی استورم سفری فضایی را آغاز می‌کنند و در معرض تابش‌های کیهانی قرار می‌گیرند که قدرت‌هایی فراانسانی به آن‌ها می‌بخشد. پس از بازگشت به زمین، این گروه به عنوان تیم ابرقهرمانی «چهار شگفت‌انگیز» شناخته شده و به محافظان زمین تبدیل می‌شوند.
چند سال بعد، این چهار قهرمان محبوب جهان می‌شوند و نقش مهمی در حفظ امنیت زمین ایفا می‌کنند. در یک شب گردهمایی خانوادگی، رید و سو خبر انتظار تولد فرزندی را اعلام می‌کنند. ناگهان «سیلور سرفر» ظاهر شده و به مردم هشدار می‌دهد که سیاره‌شان توسط موجود عظیم و ویرانگری به نام «گالاکتوس» هدف نابودی قرار گرفته است. با مشاهده ناپدید شدن‌های مشکوک چند سیاره، اعضای تیم تصمیم می‌گیرند سرنوشت زمین را با گالاکتوس به مذاکره بگذارند.
آن‌ها امواج انرژی سیلور سرفر را تا منظومه‌ای دوردست دنبال می‌کنند، اما سیاره‌ای که آنجا می‌یابند، توسط کشتی گالاکتوس نابود می‌شود و اعضای تیم به اسارت درمی‌آیند. گالاکتوس پیشنهاد می‌دهد زمین را حفظ کند به شرط آنکه فرزند نارس رید و سو را به او بسپارند، زیرا نیروی عظیمی در وجود این کودک احساس می‌کند. این فشار باعث می‌شود سو زودتر از موعد فرزندش، فرانکلین ریچاردز، را به دنیا بیاورد. تیم این معامله را نمی‌پذیرد و با بهره‌گیری از گرانش سیاه‌چاله‌ای از دست گالاکتوس و سیلور سرفر فرار می‌کند. پس از بازگشت، با وجود کنفرانس خبری که شکست آن‌ها در مقابله با گالاکتوس را توضیح می‌دهد، مردم نسبت به آن‌ها بدبین می‌شوند و از نزدیک شدن گالاکتوس بیمناک هستند. اما سو با در آغوش گرفتن فرانکلین، به مردم اطمینان می‌دهد که هر کاری برای مقابله با تهدید انجام خواهند داد و اعتماد جامعه را بازمی‌گرداند.
رید طرحی نوین ارائه می‌کند: شبکه‌ای از پل‌های تله‌پورت که زمین را به کهکشانی دور منتقل می‌کند تا از دسترس گالاکتوس در امان بماند. درست هنگام فعال‌سازی این پل‌ها، سیلور سرفر آن‌ها را تخریب می‌کند. جانی مانع می‌شود که سیلور سرفر به آخرین پل در میدان تایمز برسد و با دانشی که از اولین برخورد دارد، او را «شالا-بال» می‌نامد؛ زنی که داوطلبانه پیام‌رسان گالاکتوس شده تا سیاره‌اش، زن-لا، را از نابودی نجات دهد. پس از اینکه شالا-بال شاهد درد و رنج سیاراتی است که به واسطه او نابود شده‌اند، فرار می‌کند.
تیم با استفاده از فرانکلین به عنوان طعمه، نقشه‌ای می‌کشد تا گالاکتوس را به پل میدان تایمز بکشانند و او را از زمین دور کنند. در این مسیر، با «مول‌من» قرارداد می‌بندند تا مردم نیویورک را به شهر زیرزمینی‌اش، سابترانیا، منتقل کنند. اما طرح شکست می‌خورد و گالاکتوس کودک را از مقر تیم می‌رباید. سو با قدرت ایجاد سپرش، گالاکتوس را مجبور به ورود به پورتال می‌کند و رید فرانکلین را نجات می‌دهد. هنگامی که سو از فشار بیش‌ازحد ناتوان می‌شود، جانی آماده می‌شود که خود را فدا کند تا گالاکتوس را به درون پورتال هل دهد، اما شالا-بال که تغییر یافته، به جای او این کار را انجام می‌دهد. در نهایت، گالاکتوس توسط پورتال بلعیده شده و به خلأ کیهانی پرتاب می‌شود. اعضای تیم سو را که به نظر می‌رسد جان خود را از دست داده، نجات می‌دهند اما هنگامی که رید فرانکلین را روی سینه سو قرار می‌دهد، نیروی بیدار شده کودک او را به زندگی بازمی‌گرداند. پس از این پیروزی بزرگ، تیم به عنوان قهرمانان جهانی ستایش می‌شوند.
چند سال بعد، سو در ساختمان بکستر به تنهایی برای فرانکلین کتاب می‌خواند. لحظه‌ای که از اتاق بیرون می‌رود و بازمی‌گردد، مردی با ردای سبز و ماسک آهنین را می‌بیند که با فرانکلین در حال گفتگو است.

## بازیگران
- پدرو پاسکال در نقش رید ریچاردز / آقای شگفت‌انگیز
- ونسا کربی در نقش سو استورم / زن نامرئی
- جوزف کوئین در نقش جانی استورم / مشعل انسانی
- ابن ماس-بچراک در نقش بن گریم / تینگ
- جولیا گارنر در نقش شالا بال / سیلور سرفر
- رالف اینسون در نقش گالاکتوس

علاوه بر این، پل والتر هاوزر، جان مالکوویچ، و ناتاشا لیون در نقش‌های نامعلومی انتخاب شده‌اند. انتظار می‌رود که شخصیت مول من در فیلم ظاهر شود. همچنین انتظار می‌رود که رابرت داونی جونیور با نقش ویکتور وان دووم / دکتر دووم در صحنه پس از تیتراژ ظاهر شود.

## موسیقی
در ژوئیه ۲۰۲۴ اعلام شد که مایکل جاکینو آهنگسازی این فیلم را برعهده دارد. او قبلاً موسیقی پروژه‌های مختلف دنیای سینمایی مارول را اجرا کرده بود.

## اکران
چهار شگفت‌انگیز: گام‌های نخست در ۲۵ ژوئیه ۲۰۲۵ در سینماهای آی‌مکس ایالات متحده منتشر شد. این فیلم قبلاً برای اکران در ۸ نوامبر ۲۰۲۴، ۱۴ فوریه ۲۰۲۵، و ۲ مه ۲۰۲۵ برنامه‌ریزی شده بود. این نخستین فیلم از فاز ششم دنیای سینمایی مارول خواهد بود.

## بازخورد

### گیشه
در ۲۲ ژوئیهٔ ۲۰۲۵، پیش‌بینی شده بود که چهار شگفت‌انگیز: گام‌های نخست در آخر هفتهٔ افتتاحیهٔ خود بتواند بین ۱۰۰ تا ۱۱۰ میلیون دلار در گیشهٔ داخلی و بین ۹۰ تا ۱۱۰ میلیون دلار در بازار بین‌المللی فروش کند؛ در مجموع، بین ۱۹۰ تا ۲۱۰ میلیون دلار. این فیلم در نمایش‌های شب پنج‌شنبه، ۲۴٫۴ میلیون دلار فروش داشت که بالاترین رکورد پیش‌نمایش گیشه در سال ۲۰۲۵ محسوب می‌شود—رکوردی که پیش‌تر در اختیار فیلم سوپرمن بود که دو هفته قبل‌تر اکران شده بود.

### واکنش منتقدان
بر اساس وبگاه گردآورندهٔ نقد راتن تومیتوز، ۸۷٪ از ۳۶۴ منتقد به این فیلم نقد مثبت داده‌اند. اجماع منتقدان این سایت چنین بیان می‌کند: «با بهره‌گیری از هماهنگی محکم میان بازیگران و طراحی جذاب و نوستالژیک دههٔ ۱۹۶۰، این نسخه از چهار شگفت‌انگیز حق مطلب را دربارهٔ نخستین خانوادهٔ مارول ادا می‌کند.» وبگاه متاکریتیک واکنش منتقدان را «عموماً مطلوب» عنوان کرده و میانگین وزنی نمرات ۵۴ منتقد را ۶۵ از ۱۰۰ ارزیابی کرده است.

## آینده
دنباله‌ای برای چهار شگفت‌انگیز: گام‌های نخست طبق گزارش‌ها در ژوئن ۲۰۲۵ در حال توسعه است.